# Chambéry SF
Chambéry SF, właśc. Chambéry Savoie Football – francuski klub piłkarski z siedzibą w Chambéry.

## Historia
Klub został założony w 1925. W swojej historii występował przez sześć sezonów w trzeciej lidze (w latach 1957–1958, 1961–1964 oraz 1965–1967).

### Chronologia nazw
- 1925–1942 – Chambéry Football Club (Chambéry FC)
- 1942–2015 – Stade Olympique de Chambéry (SO Chambéry)
- od 2015 – Chambéry Savoie Football (Chambéry SF)

## Reprezentanci kraju grający w klubie
Stan na grudzień 2023
|  | - Nassim Akrour - Guillaume Bèmènou - Oumar Tchomogo - Henoch Conombo - Firmin Sanou - Ousmane Traoré - René Gardien |  | - Jean Grégoire - Maurice Camara - Sokthorn Va - Abdelaziz Kamara - Joël Wakanumuné - Claude Videgla |